# Barbara Bogdańska-Pawłowska
Barbara Bogdańska-Pawłowska, z d. Marciniak, ps. Druhna Basia (ur. 19 czerwca 1928 w Brzozowie, zm. 8 listopada 2012 w Olsztynie) – polska ekonomistka, instruktorka Związku Harcerstwa Polskiego, harcmistrzyni, twórczyni i wieloletnia przewodnicząca Ogólnopolskiego Ruchu Programowo-Metodycznego „Wspólnota Drużyn Grunwaldzkich” (1991–2011), członkini Rady Naczelnej ZHP (1985–1989), wiceprzewodnicząca Centralnej Komisji Rewizyjnej ZHP (1990–2001), Honorowy Obywatel Fromborka i Gminy Grunwald.

## Życiorys

### Wykształcenie i praca zawodowa
W latach 1948–1952 studiowała na Wyższej Szkole Ekonomicznej w Krakowie, uzyskując dyplom na Wydziale Handlowym. Po ukończeniu studiów wróciła do rodzinnego Brzozowa, gdzie pracowała m.in. jako starszy inspektor kredytowy w Banku Rolnym, a następnie jako sekretarz i zastępca przewodniczącego Powiatowej Rady Narodowej. Od 1962 roku, po zmianie miejsca zamieszkania, kierowała Komisją Planowania Gospodarczego Powiatowej Rady Narodowej w Działdowie. W 1968 roku zamieszkała w Olsztynie i rozpoczęła pracę w Wojewódzkiej Radzie Narodowej.

### Działalność harcerska

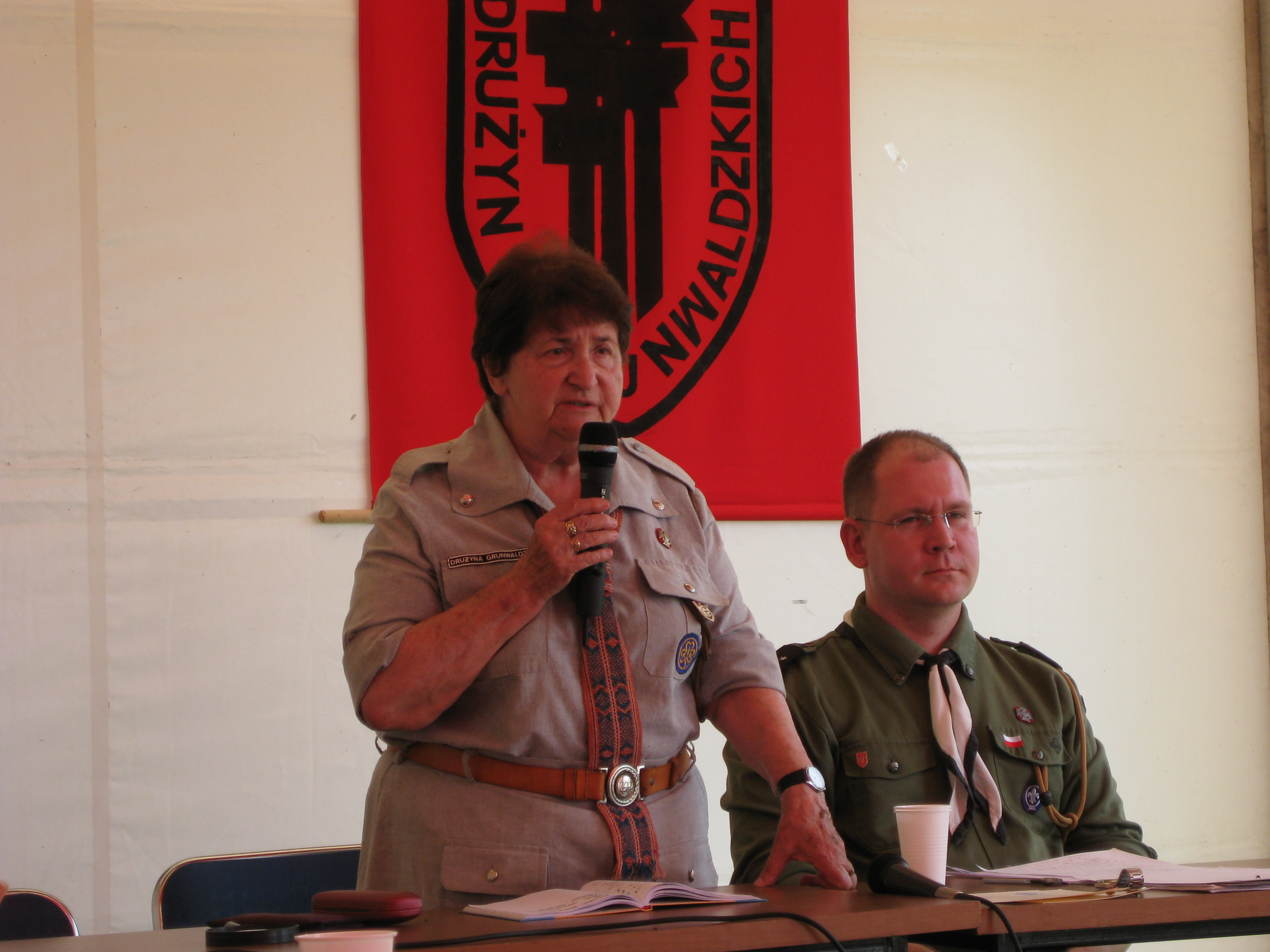
Bogdańska-Pawłowska i Rafał M. Socha w trakcie XXXVIII Sejmiku „Wspólnoty Drużyn Grunwaldzkich” (17 lipca 2009)

Do Związku Harcerstwa Polskiego wstąpiła 10 września 1938 roku w Brzozowie. Po zakończeniu II wojny światowej, 15 listopada 1945 roku, reaktywowała II Drużynę Harcerek im. Marii Konopnickiej działającą przy Gimnazjum i Liceum w Brzozowie, zostając jej drużynową. W dniu 28 czerwca 1946 roku złożyła przyrzeczenie harcerskie na ręce hm. Bronisława Nogi.
Rozkazem Głównej Kwatery Harcerstwa L. 8/59 z dnia 1 kwietnia 1959 roku została mianowana harcmistrzynią, następnie została powołana na funkcję Komendantki Hufca ZHP Brzozów.
W październiku 1962 roku przeprowadziła się z Brzozowa do Działdowa. Od 1964 roku była komendantką szczepu przy Liceum Ogólnokształcącym i Technikum Ekonomicznym w Działdowie, objęła również kierowanie referatem starszoharcerskim w Komendzie Hufca ZHP Działdowo.

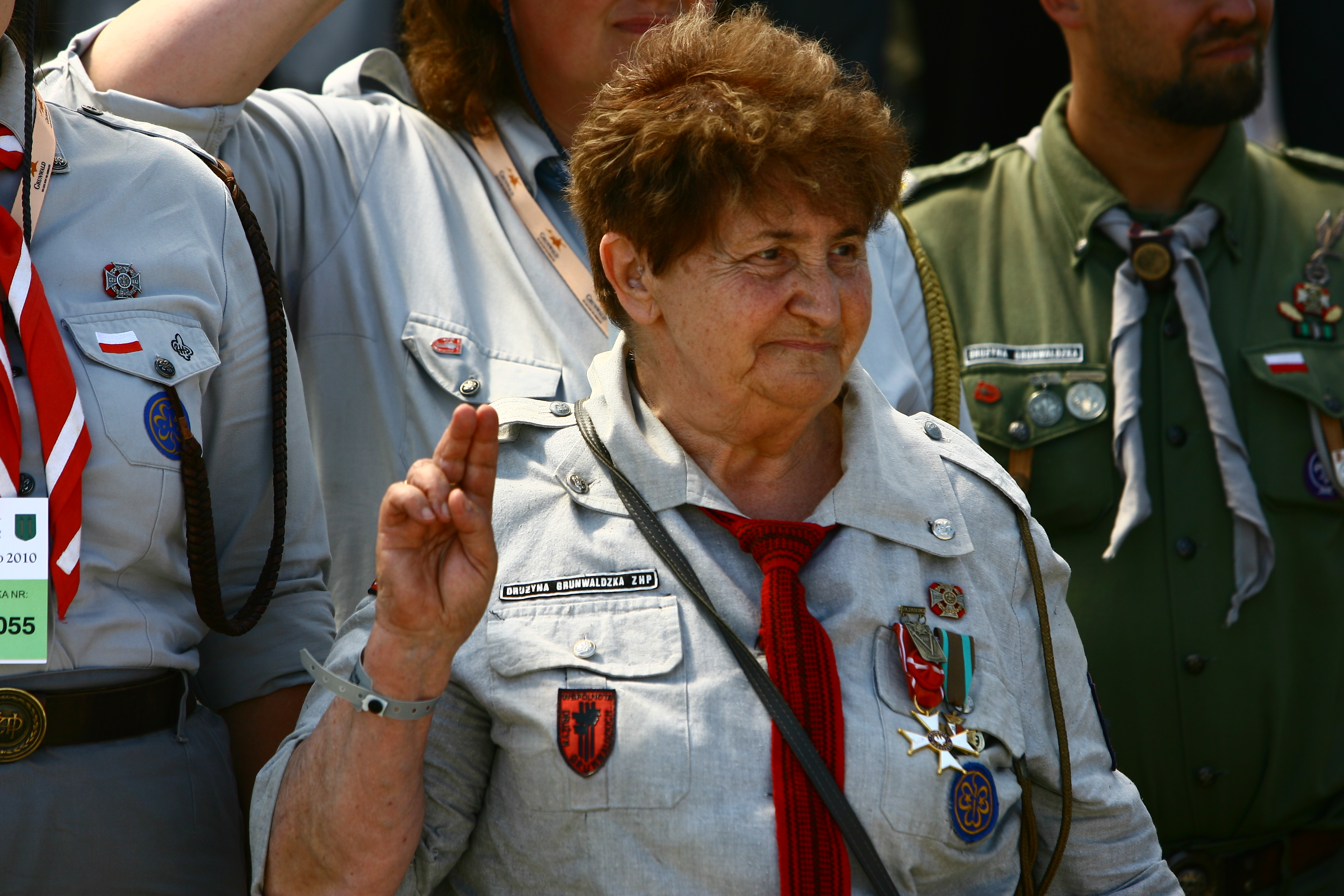
Bogdańska-Pawłowska w trakcie uroczystości 600-lecia bitwy pod Grunwaldem (17 lipca 2010)

W latach 1967–1973 uczestniczyła w Operacji 1001 – Frombork. Od 1969 roku kierowała Sztabem Kopernikowskim przy Komendzie Chorągwi Warmińsko-Mazurskiej ZHP, pełniła również funkcję komendantki Zgrupowania Obozów Olsztyńskich we Fromborku. W uznaniu pracy na rzecz Fromborka została wyróżniona tytułem Honorowego Obywatela Fromborka (nr legitymacji 218) oraz Złotą Odznaką Honorową „Zasłużonym dla Warmii i Mazur” (1973).

#### We władzach chorągwianych
W 1959 roku została wybrana na zastępcę przewodniczącego Komisji Rewizyjnej Chorągwi Rzeszowskiej ZHP, w latach 1960–1962 była przewodniczącą komisji. W 1974 roku została wybrana przewodniczącą Komisji Rewizyjnej Chorągwi Warmińsko-Mazurskiej ZHP (w latach 1975–1992 Chorągwi Olsztyńskiej) – funkcję tę pełniła przez 30 lat. W latach 2004–2006 była członkinią Komendy Chorągwi Warmińsko-Mazurskiej ZHP. Od 22 listopada 2010 roku do śmierci była członkinią Rady Chorągwi Warmińsko-Mazurskiej ZHP.

#### We władzach naczelnych ZHP
Była delegatką na odbywający się w dniach 28–31 marca 1985 w Warszawie VIII Zjazd ZHP, w trakcie którego została wybrana członkinią Rady Naczelnej ZHP kadencji lat 1985–1989. Na XXVIII Zjeździe ZHP, odbywającym się w dniach 5–7 grudnia 1990 w Bydgoszczy, została wybrana wiceprzewodniczącą Centralnej Komisji Rewizyjnej ZHP. Funkcję tę pełniła przez trzy kolejne kadencje do XXXII Zjazdu ZHP w grudniu 2001 roku.

#### „Wspólnota Drużyn Grunwaldzkich”

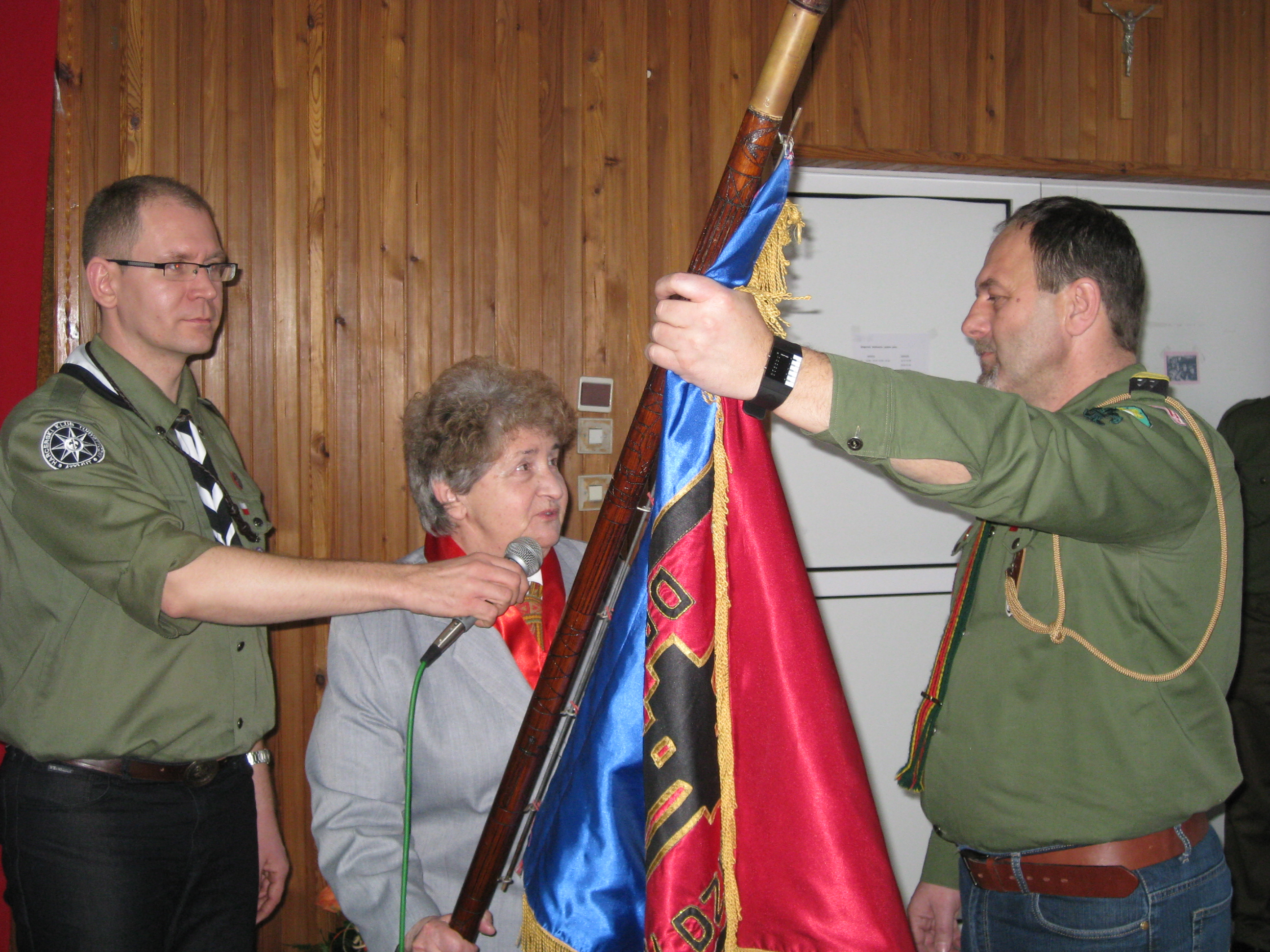
Przekazanie „Wspólnoty Drużyn Grunwaldzkich” następcy – Iława (15 stycznia 2011)

Harcerską działalność związała z Grunwaldem – miejscem wielkiej bitwy z 15 lipca 1410 roku. W 1966 roku uczestniczyła wraz z działdowskimi harcerzami w kampanii „Bohater”, w związku z nadaniem Chorągwi Warmińsko-Mazurskiej ZHP imienia „Grunwaldu”. Opracowała program akcji szkoleniowej „Godni imienia Grunwaldu”, realizowanej w latach 1976–1980, współorganizowała akcję „Harcerze – Grunwaldowi”. Zainicjowała powstanie Harcerskiego Klubu Archeologicznego. W latach 1985–1988, jako delegatka na VIII Zjazd ZHP, a następnie członkini Rady Naczelnej ZHP, była rzecznikiem idei grunwaldzkich na forum całego ZHP. Działania te doprowadziły do organizacji w dniach 9–23 lipca 1988 na terenie Warmii i Mazur Zlotu ZHP 1988, nazywanego popularnie Zlotem Grunwaldzkim, z udziałem ponad 21 tys. harcerzy.

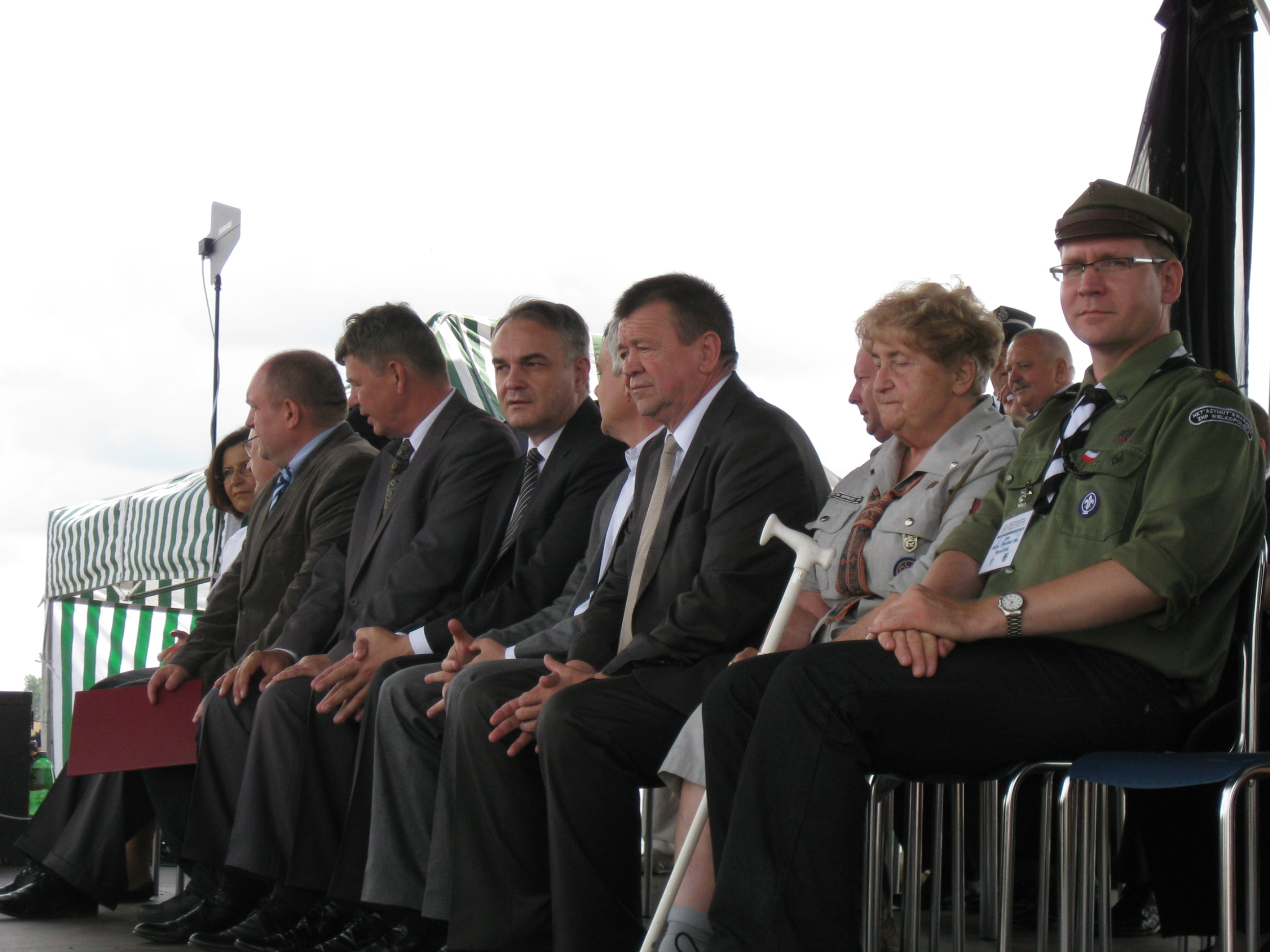
Bogdańska-Pawłowska na trybunie honorowej z wójtem Gminy Grunwald Henrykiem Kacprzykiem i wicepremierem Waldemarem Pawlakiem (16 lipca 2011)

Była inicjatorką powstania „Wspólnoty Drużyn Grunwaldzkich” – największego ogólnopolskiego ruchu programowo-metodycznego w ZHP. Przez 20 lat – od 12 maja 1991 do 15 stycznia 2011 roku – pełniła funkcję przewodniczącej „Wspólnoty”. Potrafiła skupić wokół siebie liczne grono instruktorów z całej Polski – jej zastępcami byli m.in. późniejsza Komendantka Chorągwi Warmińsko-Mazurskiej ZHP hm. Dorota Jeżowska-Olszewska i wiceprzewodniczący ZHP hm. Rafał M. Socha. Autorka kolejnych programów i publikacji metodycznych, organizatorka cyklicznych sejmików grunwaldzkich. Była komendantką kilku Ogólnopolskich Harcerskich Zlotów Grunwaldzkich, odbywających się każdego roku w lipcu na polu bitwy pod Grunwaldem. Inicjatorka wystawy „Grunwald w tradycji Związku Harcerstwa Polskiego” eksponowanej w Muzeum Harcerstwa w Warszawie (2007), a także przyniesienia przez Drużyny Grunwaldzkie na Kopiec Jagiełły ziemi z pól bitewnych, na których walczono o wolną Polskę, oraz postawienia głazu upamiętniającego to wydarzenie (2011).
W uznaniu swej pracy na rzecz Grunwaldu została pierwszym w historii Honorowym Obywatelem Gminy Grunwald. Od 15 stycznia 2011 jest Honorową Przewodniczącą „Wspólnoty Drużyn Grunwaldzkich”.
W Wyższej Szkole Pedagogicznej w Olsztynie (obecnie Uniwersytet Warmińsko-Mazurski) poświęcono jej, jako instruktorce ZHP, biograficzną pracę magisterską (1995).

### Śmierć
Zmarła 8 listopada 2012 w Olsztynie. Uroczystości pogrzebowe odbyły się 13 listopada 2012 roku, przewodniczył im arcybiskup senior archidiecezji warmińskiej Edmund Piszcz, a koncelebrował ks. phm. Przemysław Przekop – komendant Hufca ZHP Ełk. W pogrzebie wzięli udział m.in. Naczelnik ZHP hm. Małgorzata Sinica, wiceprzewodniczący ZHP hm. Rafał M. Socha oraz liczne delegacje harcerskie z całej Polski. Prochy Barbary Bogdańskiej-Pawłowskiej spoczęły w kolumbarium na cmentarzu komunalnym przy ul. Poprzecznej w Olsztynie.
Zgodnie z wolą Barbary Bogdańskiej-Pawłowskiej 18 maja 2013 roku w grobowcu rodzinnym w Brzozowie spoczęła część jej prochów. W uroczystości pożegnalnej poza najbliższą rodziną i przyjaciółmi uczestniczyła komendantka i harcerze z Hufca ZHP Brzozów oraz komendantka Chorągwi Podkarpackiej hm. Władysława Domagała.

## Życie prywatne
Z pierwszym mężem miała córkę Bożenę Bogdańską-Szadai, mieszkającą na stałe w Budapeszcie, szefową „Magazynu Polskiego” w publicznym radiu węgierskim i redaktorkę „Głosu Polonii”, pisma mniejszości polskiej na Węgrzech. Drugim mężem był Feliks Pawłowski – instruktor Chorągwi Warmińsko-Mazurskiej ZHP.

## Publikacje książkowe
- Barbara Bogdańska: Brzozów i okolice – przewodnik turystyczny. Wydawnictwo Sport i Turystyka, Warszawa 1964.
- Barbara Bogdańska-Pawłowska (red.): Poradnik Drużynowego Drużyny Grunwaldzkiej. Komenda Chorągwi Warmińsko-Mazurskiej ZHP, Olsztyn 1996, s. 98
- Barbara Bogdańska-Pawłowska, Rafał M. Socha, Henryk Leśniowski (red.): Z czym w XXI wiek – Wczoraj, dziś i jutro „Wspólnoty Drużyn Grunwaldzkich”. Komenda Chorągwi Warmińsko-Mazurskiej ZHP, Olsztyn 2000, s. 264, ISBN 83-906388-1-7.
- Barbara Bogdańska-Pawłowska, Henryk Leśniowski (red.): Z kim w XXI wiek – Księga Drużyn Grunwaldzkich wydana w X rocznicę powstania „Wspólnoty”. Komenda Chorągwi Warmińsko-Mazurskiej ZHP, Olsztyn 2001, s. 328, ISBN 83-906388-2-7.
- Barbara Bogdańska-Pawłowska: Jak w XXI wiek – Poradnik Drużynowego Drużyny Grunwaldzkiej. Komenda Chorągwi Warmińsko-Mazurskiej ZHP, Olsztyn 2002, s. 254, ISBN 83-906388-3-5.
- Barbara Bogdańska-Pawłowska, Edward Góźdź, Katarzyna Ludwiszewska (red.): Grunwaldzkie Konteksty – Tom I – 2003. Olsztyn 2003, s. 256, ISBN 83-906388-6-X.
- Barbara Bogdańska-Pawłowska, Czesław Kozłowski: Album Pamiątkowy „Wspólnoty Drużyn Grunwaldzkich” Grunwaldzki Szlak wydany z okazji 600. rocznicy bitwy grunwaldzkiej i 100-lecia harcerstwa. Chorągiew Warmińsko-Mazurska ZHP, Olsztyn 2009, s. 120, ISBN 978-83-927403-1-5.
- Barbara Bogdańska-Pawłowska, Maciej Młynarczyk: Patriotyzm jutra różnorodna jedność. Poradnik Drużynowego Drużyny Grunwaldzkiej. Wydanie IV. „Wspólnota Drużyn Grunwaldzkich”, Olsztyn 2010, s. 287, ISBN 978-83-927403-3-9.
- Barbara Bogdańska-Pawłowska, Rafał M. Socha, Michał Kowalski: Tradycja Grunwaldzka w Związku Harcerstwa Polskiego. Chorągiew Warmińsko-Mazurska ZHP, Olsztyn 2012, s. 56, ISBN 978-83-927403-6-0.

## Odznaczenia
- Krzyż Oficerski Orderu Odrodzenia Polski (16 maja 2001)[6]
- Krzyż Kawalerski Orderu Odrodzenia Polski (29 czerwca 1983)
- Złoty Krzyż Zasługi (16 marca 1977)
- Srebrny Krzyż Zasługi (16 lipca 1971)
- Medal 30-lecia Polski Ludowej (22 lipca 1974)
- Medal Komisji Edukacji Narodowej (20 marca 1989)
- Złoty Krzyż „Za Zasługi dla ZHP”
- Srebrny Krzyż „Za Zasługi dla ZHP”
- Złota Odznaka honorowa „Zasłużony dla Warmii i Mazur” (23 stycznia 1973)